# Josef Bezděk
Josef Bezděk (15. září 1906 Kojetín – 5. března 1971 Karlovy Vary) byl český sochař.

## Život
Narodil se roku 1906 v novojičínském Kojetíně. Jeho strýcem byl sochař František Hrachovec. Bezděk vystudoval pod vedením profesora Balabána valašskomeziříčskou odbornou školu pro zpracování dřeva, na níž působil jeho strýc. Poté pokračoval na sochařské škole v Hořicích, kde ho vedl profesor Kocián, a následně též na Akademii výtvarných umění (AVU) u profesorů Otakara Španiela a Bohumila Kafky, kterou ovšem nedokončil. Pracoval v pařížském ateliéru Antoine Bourdella a po návratu působil nejprve na Slovácku a posléze v Karlových Varech. Stal se členem Sdružení výtvarných umělců moravských (SVUM). Vytvořil například bustu Václava Skalníka pro park v Mariánských Lázních nebo bustu Milana Mixy, lázeňského lékaře a vědce v Karlových Varech.